# Lục địa Úc

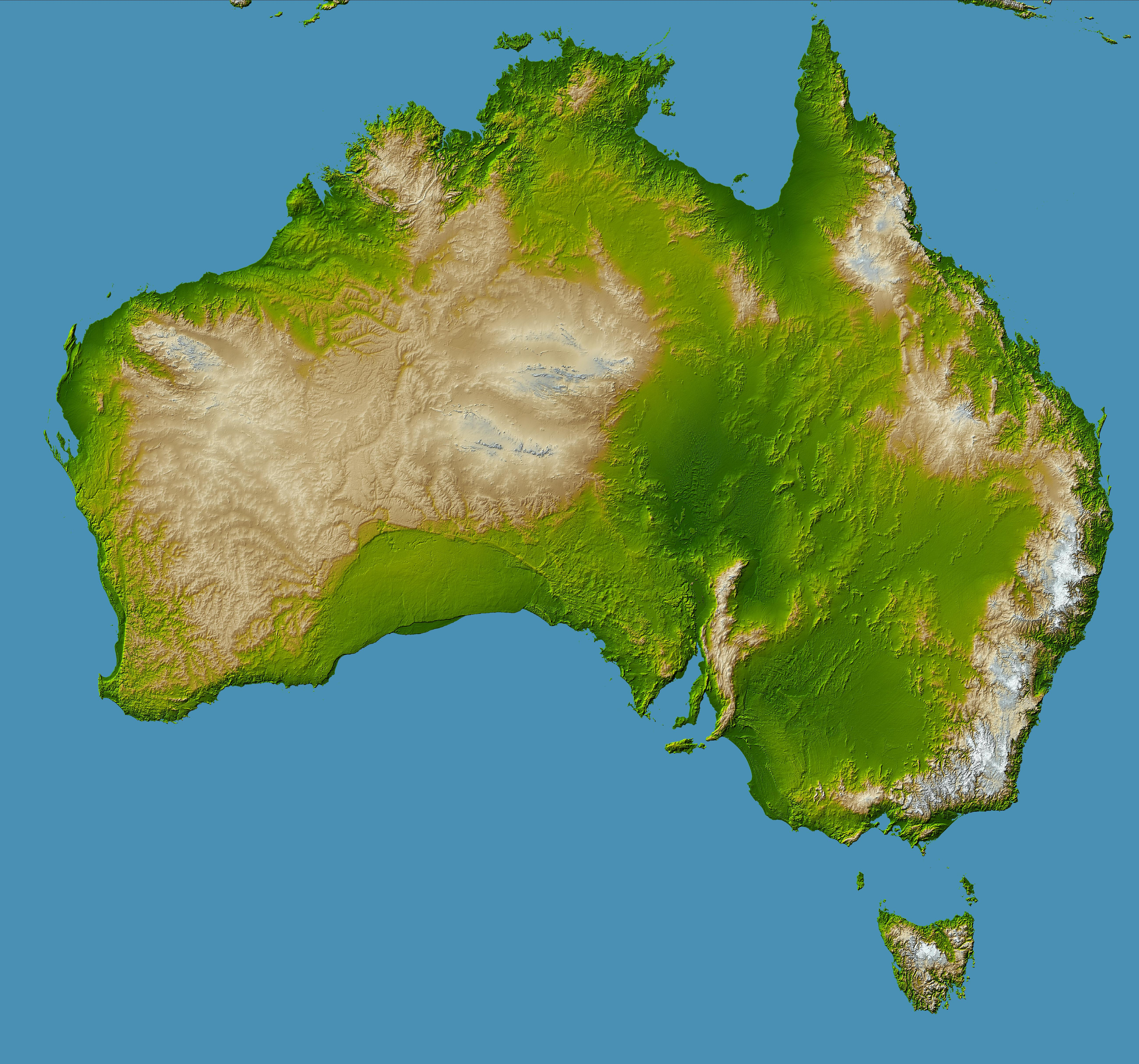
Hình chụp tô pô của lục địa Úc

Lục địa Úc còn gọi là Úc-New Guinea, Australinea, Sahul hay Meganesia là một lục địa bao phủ Australia (Úc) lục địa, Tasmania, New Guinea, cùng các đảo ở giữa chúng. Lục địa này có eo biển Torres nằm giữa Úc và Tân Guinea, và eo biển Bass giữa đại lục Úc và Tasmania. Tuy nhiên dưới góc độ sinh học và địa chất học thì chúng là một tổng thể duy nhất. Úc là nước duy nhất nằm trọn lục địa này và có diện tích nhỏ nhất trong sáu lục địa. Dân số tính đến năm 2007 là hơn 29 triệu dân. Lục địa Úc rộng khoảng 8,56 triệu km².

## Đặc điểm
Lục địa Úc có khí hậu khô hạn, phần lớn diện tích là hoang mạc và xa van. Giới sinh vật có nhiều loài độc đáo. Bạch đàn và cây keo mọc ở nhiều nơi. Động vật có nhiều loaì thú có túi như kangaroo, gấu koala, gấu túi ở Úc,...
Phần lớn các đảo có khí hậu nóng ẩm, có rừng rậm hoặc rừng dừa bao phủ.

## Người dân
lục địa Úc có số dân ít nhất trong các lục địa có dân cư sinh sống. Trên lục địa Australia và quần đảo New Zealand, dân cư chủ yếu là người da trắng (con cháu người Anh và các dân tộc khác có nguồn gốc châu Âu di cư sang từ những thế kỉ trước), còn trên các đảo khác thì dân cư chủ yếu là người bản địa có da màu sẫm, mắt đen và tóc xoăn.

## Kinh tế
Australia là nước có nền kinh tế phát triển, nổi tiếng trên thế giới về xuất khẩu lông cừu, len, thịt bò, sữa,... Các ngành công nghiệp năng lượng, khai khoáng, luyện kim, chế tạo máy, chế biến thực phẩm phát triển mạnh.

## Hình ảnh

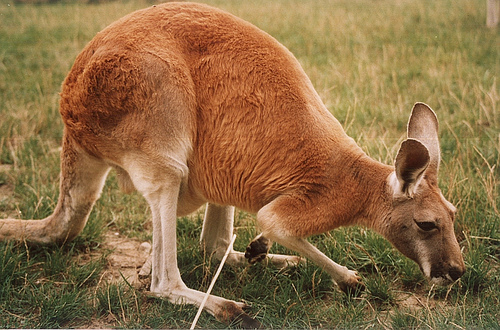
Kangaroo đỏ

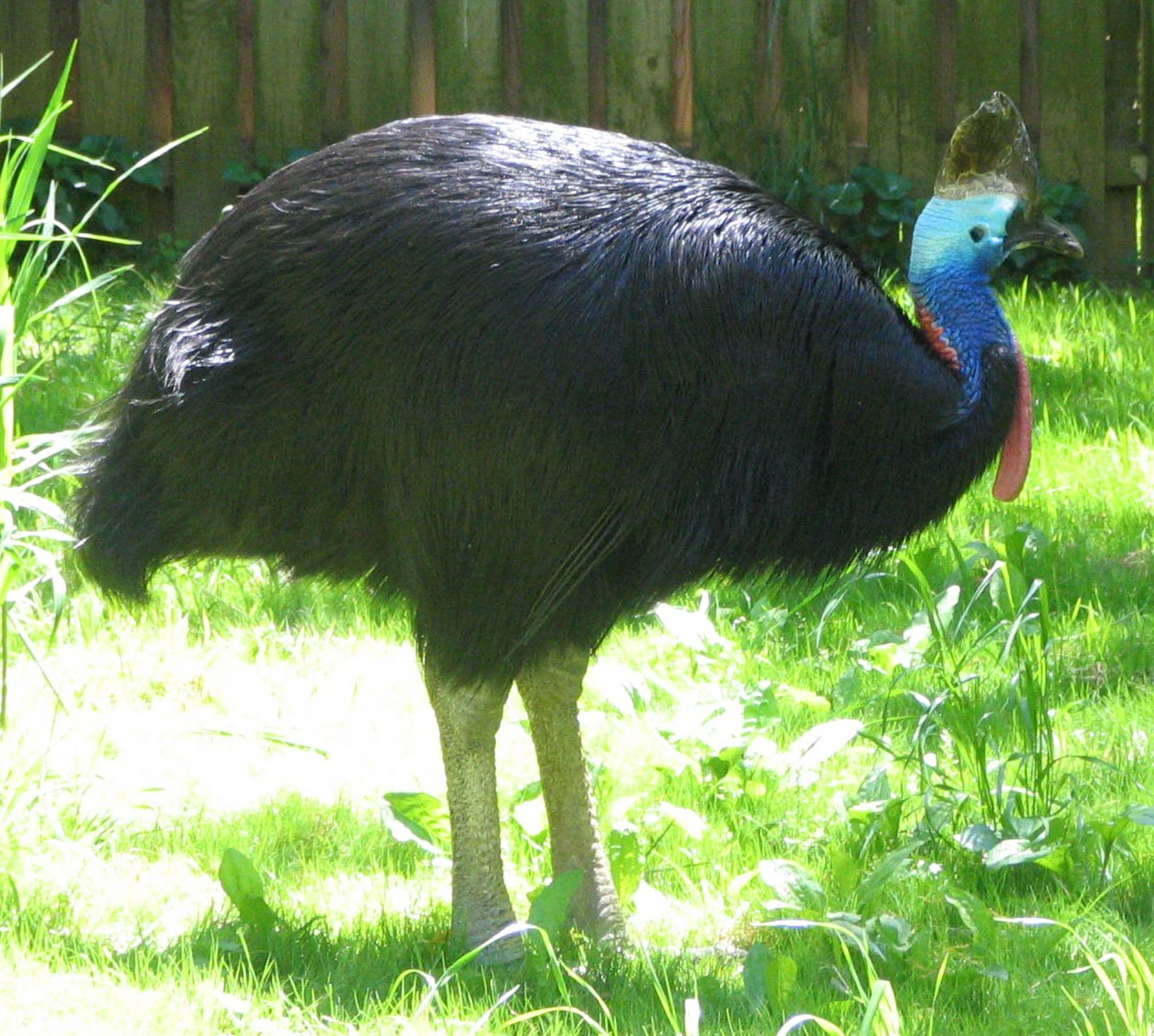
Đà điểu đầu mào

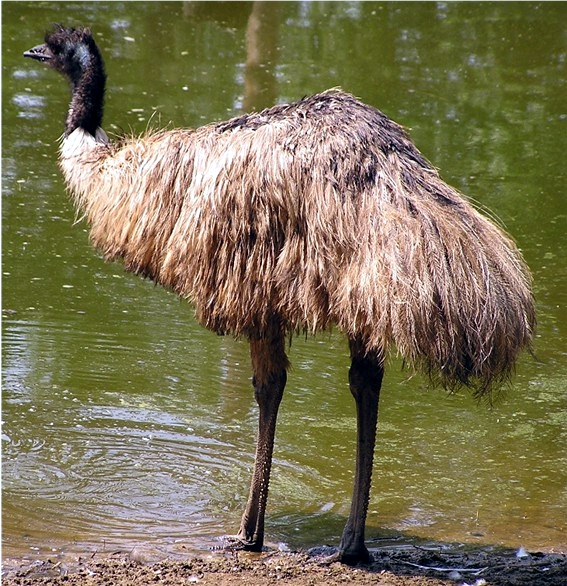
Đà điểu lục địa Úc